# Tahitiaanse muskaatduif
De Tahitiaanse muskaatduif (Ducula aurorae) is een vogel uit de familie der Columbidae (Duiven en tortelduiven). Het is een bedreigde endemische vogelsoort op een paar eilanden in Polynesië (in de Grote Oceaan). De vogel werd in 1848 beschreven door  Titian Ramsay Peale als een van de mooiste nieuwe vogelsoorten die tijdens een Amerikaanse expeditie door de Grote Oceaan werden verzameld. 

## Kenmerken
De vogel is 51 cm lang. Het is een grote duif met een knobbel op de snavel en brede, ronde vleugels. De kop, borst en buik zijn zilverkleurig grijs en van boven is de vogel bronsgroen van kleur. De onderstaartdekveren zijn zwart.

## Verspreiding en leefgebied
Deze soort komt voor op de Tuamotu-archipel en de Genootschapseilanden en telt geen ondersoorten meer.
Het leefgebied was oorspronkelijk dichtbegroeid regenwoud. De vogel heeft zich de laatste jaren ook aangepast aan secundair bos en grote tuinen.

## Status
De Tahitiaanse muskaatduif heeft een beperkt verspreidingsgebied en daardoor is de kans op uitsterven aanwezig. De grootte van de populatie werd in 2017 door BirdLife International geschat op 570 tot 1200 individuen en de populatie-aantallen nemen af door habitatverlies. Het leefgebied is sterk aangetast door ontbossing vooral in de periode 1917 tot 1964 door mijnbouwactiviteiten (winning van fosfaat). Verder is er jacht op deze duif en bestaan er nieuwe plannen voor uitbreiding van de infrastructuur en fosfaatwinning. Om deze redenen staat deze soort als bedreigd op de Rode Lijst van de IUCN.